# فرنسيس كامينز
فرنسيس كامينز (بالإنجليزية: Francis Cummins)‏ هو لاعب دوري الرغبي بريطاني، ولد في 10 ديسمبر 1976 في Dewsbury ‏ في المملكة المتحدة.